# Maisonfèina
Maison Feine (en francès Maison-Feyne) és una localitat i comuna de França, a la regió de la Nova Aquitània, departament de la Cruesa. La seva població al cens de 1999 era de 290 habitants. Està integrada a la Communauté de communes du Pays Dunois.

## Demografia
| 1968 | 1975 | 1982 | 1990 | 1999 |
| ---- | ---- | ---- | ---- | ---- |
| 354  | 356  | 357  | 314  | 290  |

## Administració
| Període | Identitat              | Partit |
| ------- | ---------------------- | ------ |
| 2001-   | Jean-Claude Chavegrand |        |